# Enyalioides heterolepis
La iguana enana o lagartija de palo espinosa (Enyalioides heterolepis) es una especie de lagarto de la familia Hoplocercidae. Se distribuye por Panamá, Colombia y Ecuador.

## Descripción
La longitud rostro cloacal máxima de los machos es de 13,7 cm en los machos y 11,5 cm en las hembras. La cola mide entre 18 y 22 cm de largo. Presenta una marca triangular conspicua negra o marrón oscura o una franja orientada anterodorsalmente, entre la comisura de la boca y el margen ventral del ojo.
El dorso de las hembras adultas es de color castaño rojizo a verde oliva, a veces moteado lateralmente con gris oliváceo o verde, o tonos difusos castaño rojizos. Tiene a veces una mancha circular crema en la parte ventral o posterior al oído. El vientre es de color habano cremoso con tonos castaño rojizos lateralmente, a veces con motas color crema. Garganta gris con franjas marrón o un punto negro. Iris castaño rojizo con un anillo amarillo alrededor de la pupila.
El dorso de los machos adultos es castaño rojizo a marrón amarillento, con líneas más oscuras que forman un patrón reticulado; frecuentemente con puntos azules pálidos dispersos por el cuerpo; cabeza verde amarillenta, castao rojiza, o marrón amarillenta; labiales amarillas, doradas o amarillas verdosas, a veces seguidas por una raya anaranjada posterior a la comisura a la boca; presenta a veces un punto anaranjado o blanco detrás del oído. Flancos de tonos al dorso, o con el fondo verdoso; mentón amarillo o crema; franja vertical marrón claro u oscuro, desde la inserción de las extremidades anteriores hasta la región escapular; motas verdes o azules en el lado dorsal de las extremidades a veces presentes; región gular amarilla, que puede presentar rayas cafés, con una marca medial negra posterior. Vientre color amarillo mate o marrón a os lados y negruzco o habano cremoso con motas cafés rosáceas en el medio; superficie ventral de las extremidades verdosa; cola similar al dorso, o gris azulada dorsalmente y café pálida ventralmente, a veces con motas azules. Iris castao con un anillo amarillo alrededor de la pupila, a veces con un área blanca grisácea dorsalmente. Lengua rosácea con punta gris oscura.
Presenta las escamas dorsales de la cabeza cónicas o multicarinadas, fuertemente proyectadas hacia arriba; las escamas dorsales del cuello están proyectadas y son heterogéneas en tamaño, las más grandes tetraédricas; las escamas gulares son cónicas o multicarinadas, claramente proyectadas; en la región de la nuca se aprecia una cresta dorsomedial continua. Se caracteriza por las grandes escamas tetrahédricas dispersas sobre el dorso, flancos y extremidades posteriores. Las vertebrales son más grandes que las dorsales adyacentes, formando una cresta dorsomedial elevada conspicua que se extiende sobre la cola como un par de crestas; dispersas y proyectadas. Tiene la cola comprimida lateralmente.

## Distribución y hábitat
Se encuentra en el bosque húmedo tropical en Panamá y el occidente de Colombia y Ecuador, en tierras bajas, siempre por debajo de los 1000 m de altitud.

## Publicación original
- Bocourt, 1874 "1873" : Deux notes sur quelques sauriens de l'Amérique tropicale. Annales des sciences naturelles, Zoologie et biologie animale, ser. 5, vol. 19, n°4, p.1-5.